# 伊号第百七十四潜水艦
| 画像をアップロード | |
| 艦歴               | |
| 計画               | 昭和9年度計画（第二次補充計画）                                                                               |
| 起工               | 1934年10月16日                                                                                                |
| 進水               | 1937年3月28日                                                                                                 |
| 就役               | 1938年8月15日                                                                                                 |
| その後             | 1944年4月12日戦没                                                                                             |
| 除籍               | 1944年6月10日                                                                                                 |
| 性能諸元           | |
| 排水量             | 基準：1,420トン 常備：1,810トン 水中：2,564トン                                                               |
| 全長               | 105.00m |
| 全幅               | 8.20m |
| 吃水               | 4.60m |
| 機関               | 艦本式1号甲8型ディーゼル2基2軸 水上：9,000馬力 水中：1,800馬力                                                |
| 速力               | 水上：23.0kt 水中：8.2kt                                                                                      |
| 航続距離           | 水上：16ktで10,000海里 水中：3ktで90海里                                                                      |
| 燃料               | 重油：442t |
| 乗員               | 68名 |
| 兵装               | 12cm単装砲1門 13mm機銃1挺 7.7mm機銃1挺 53cm魚雷発射管 艦首4門、艦尾2門 魚雷14本 九三式水中聴音機 九三式探信儀 |
| 備考               | 安全潜航深度：85m                                                                                             |

伊号第百七十四潜水艦（いごうだいひゃくななじゅうよんせんすいかん）は、日本海軍の潜水艦。伊百七十四型潜水艦（海大VI型b）の1番艦。竣工時の艦名は伊号第七十四潜水艦（いごうだいななじゅうよんせんすいかん）。

## 艦歴
- 1934年（昭和9年）10月16日 - 佐世保海軍工廠で起工。
- 1937年（昭和12年）3月28日 - 進水
- 1938年（昭和13年）
  - 6月1日 - 艦型名を伊六十八型に改正[2]。
  - 8月15日 - 竣工。呉鎮守府籍となる。
  - 12月15日 - 第11潜水隊を編成[3][4]。
- 1940年（昭和15年）10月11日 - 横浜港沖で行われた紀元二千六百年特別観艦式に参加[5]。
- 1941年（昭和16年）11月11日 - 第3潜水戦隊第11潜水隊に属し、佐伯を出航[3]。
  - 11月20日 - クェゼリン着[3]。
  - 11月23日 - クェゼリンを出航しハワイ作戦に参戦[3]。
- 1942年（昭和17年）1月13日 - クェゼリンを出航しミッドウェーを経てアリューシャン方面で活動[3]。
  - 2月19日 - 横須賀入港[3]。
  - 4月15日、呉を出港し散開線につく[3]。4月18日、アメリカ軍による日本本土空襲があった（ドーリットル空襲）。「伊七十四」は攻撃を受けて漂流中であった特設監視艇「第一岩手丸」(東洋興業、97トン[要出典])を4月19日に発見し乗員を救助後艇を処分した[6]。救助した乗員は4月22日に軽巡洋艦「木曾」に収容された[7]。
  - 5月10日 - クェゼリン着[3]。
  - 5月20日 - 伊号第百七十四潜水艦に改名。クェゼリンを出航しミッドウェー海戦に参加[3]。
  - 7月9日 - クェゼリンを出航し、23日、ラバウル着[3]。
  - 7月24日 - ラバウルを出航し、オーストラリア東岸方面で活動[3]。
  - 8月23日 - ラバウルを出航。ソロモン方面で活動[3]。
  - 10月16日 - トラックを出航。ソロモン方面で活動[3]。
  - 11月6日 - トラックを出航し、12日、呉に入港。修理を実施[3]。
- 1943年（昭和18年）3月15日 - 第11潜水隊から第12潜水隊に編入[3]。
  - 5月5日 - 呉を出航。11日、トラック着[3]。その後、オーストラリア東方海域での通商破壊に出撃。
  - 6月1日 - ブリスベン東方70浬地点付近で、石炭を積んでバルボアからブリスベンへ航行中の米貨物船ポイント・サン・ペドロ（Point San Pedro、3,303トン）へ雷撃するも回避される。
  - 6月3日 - ブリスベン近海で、15km先に輸送船団がいるのを発見。浮上して追跡するが、船団の護衛艦が反転して向かってきたため急速潜航して避退。
  - 6月4日 - モートン湾近海でバルボアからブリスベンへ航行中の米貨物船エドワード・チェンバーズ（Edward Chambers、4,113トン）を発見して砲撃するも命中せず、エドワード・チェンバーズからの反撃を受けて潜航し退避。
  - 6月5日 - コフスハーバー北東60浬地点付近で、12km先をブリスベンからシドニーへ航行中のPG53船団を聴音により探知するも、護衛部隊の妨害により船団への攻撃をあきらめる。
  - 6月7日 - シドニー東方100浬地点でサンフランシスコからシドニーへ航行中の米リバティ船ジョン・バートラム（John Bartram、7,176トン）を発見し雷撃命中せず、爆雷攻撃を受けたため退避。
  - 6月9日 - 哨戒海域南限に到達。シドニー方面で船の出入りを確認する。
  - 6月13日 - ウロンゴン東方30浬地点付近にて北に向かう輸送船団を発見するも、護衛艦が向かってきたため潜航して退避。
  - 6月15日 - スモーキー岬（en）東方35浬地点付近でGP55船団を攻撃し戦車揚陸艦LST-469を撃破[8]。米貨物船ポートマー（Portmar、5,551トン）を撃沈[8][9]。LST-469は爆風により舵が破壊され、航行不能となる。後、曳航されてシドニーへ入港[9]。
  - 8月13日 - ラバウルに到着し、ラエ輸送に従事[3]。
  - 10月16日 - トラックに到着[3]。
  - 11月24日 - トラックを出航し、ギルバート方面で活動[3]。
  - 12月23日 - トラックを出航し、30日、呉に入港[3]。
- 1944年（昭和19年）4月3日 - 呉を出航し、パラオ東方海面へ航行。
  - 4月12日 - トラック北方でアメリカ海兵隊機の爆撃により戦没[10]。
  - 4月13日 - トラック南方で亡失と認定[10]。

撃沈総数1隻、撃沈トン数5,551トン。撃破総数1隻、撃破トン数1,625トン。

## 歴代艦長
※『艦長たちの軍艦史』436頁による。

### 艤装員長
- 松尾義保 中佐：1938年3月15日[11] - 1938年5月15日[12]

### 艦長
- 松尾義保 中佐：1938年5月15日[12] - 1938年11月1日[13]
- 加藤良之助 中佐：1938年11月1日 - 1939年11月20日[14]
- 井浦祥二郎 少佐：1939年11月20日 - 1940年10月15日[15]
- 池沢政幸 少佐：1940年10月15日[15] -
- 日下敏夫 少佐：1942年3月10日 -
- 長井勝彦 少佐：1942年11月15日 -
- 南部伸清 大尉：1943年3月16日 -
- 鈴木勝人 大尉：1944年2月23日 - 1944年4月12日戦死